# Parasternallymphknoten

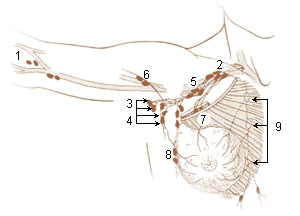
Brustlymphknoten des Menschen, die Parasternallymphknoten sind mit Ziffer 9 beschriftet.

Die Parasternallymphknoten (Nodi lymphoidei [Nll.] parasternales) sind eine Gruppe von Lymphknoten, die beidseits des Brustbeins (Sternum) entlang der Arteria thoracica interna unter der Pleura liegen. Sie beziehen die Lymphe aus der weiblichen Brust, der vorderen Brustwand, dem vorderen Mediastinum, dem Wandblatt der Pleura, dem Zwerchfell, der Zwerchfellseite der Leber und der vorderen Bauchwand oberhalb des Nabels. Der Abfluss erfolgt über den Truncus subclavius.
In der Tieranatomie werden sie als Brustbeinlymphknoten (Lymphonodi [Lnn.] sternales) bezeichnet, wobei eine vordere (Lnn. sternales craniales) und bei manchen Säugetieren (z. B. Wiederkäuer) auch eine hintere Gruppe (Lnn. sternales caudales) unterschieden werden. Die Brustbeinlymphknoten werden zum bauchseitigen Brustlymphzentrum (Lymphocentrum thoracicum ventrale) zusammengefasst.